# Хасанабад (Урмія)
Хасанабад (перс. حسن‌آباد) — село в Ірані, входить до складу дехестану Торкаман у Центральному бахші шахрестану Урмія провінції Західний Азербайджан.